# フィコビリン

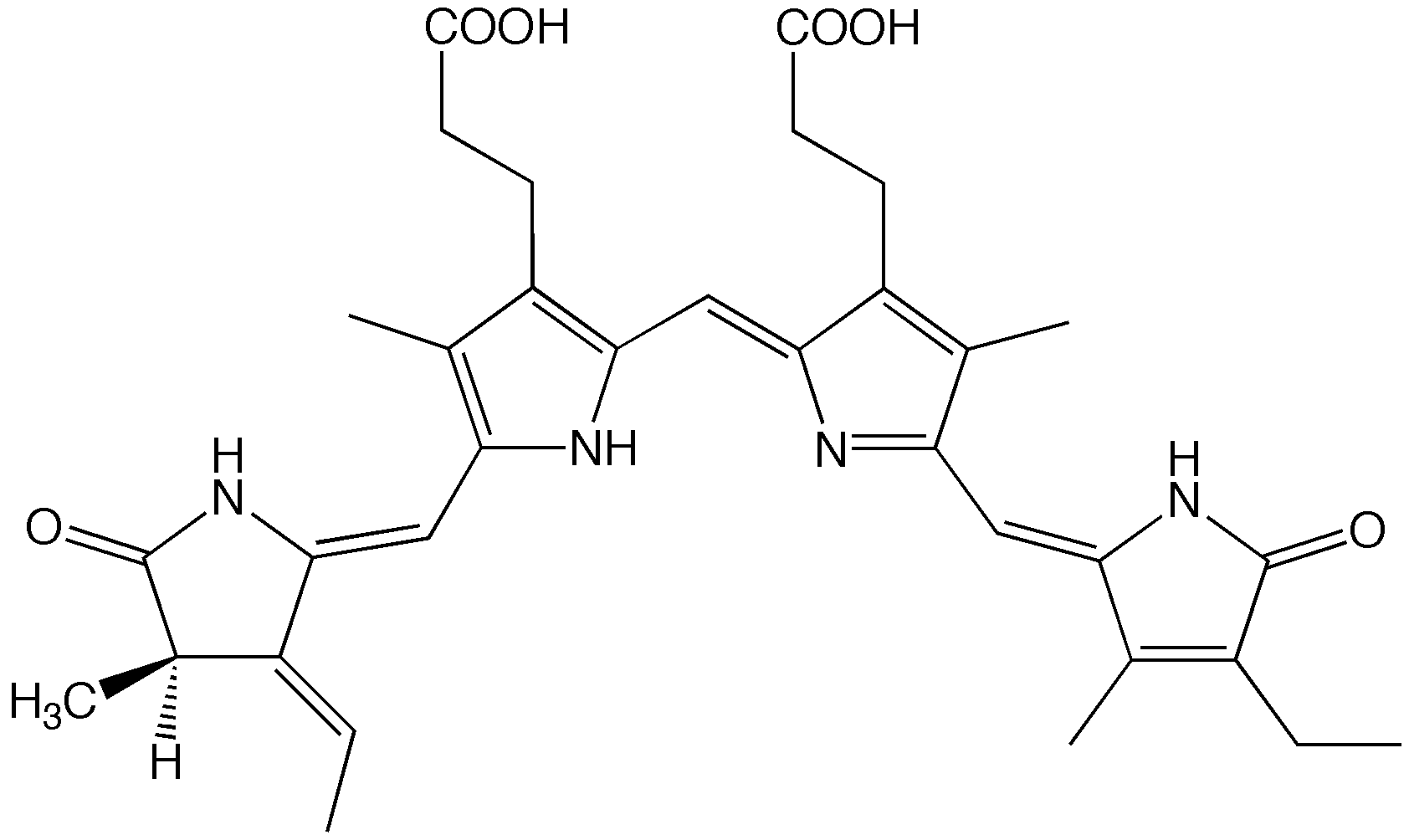
フィコシアノビリンの構造。C5-Z,anti, C10-Z,syn, C15-Z,antiの構造

フィコビリン（Phycobilin）は藻類に分布するビリン色素のサブグループで、タンパク質と共有結合して、シアノバクテリアや真核藻類（灰色藻，紅藻，クリプト藻）における光合成の主要な集光色素としはたらいている。また、最近、シアノバクテリアの光受容体であるフィトクロムやシアノバクテリオクロムの発色団としても、フィコシアノビリンやフィコビオロビリンが結合していることがわかってきた。
フィコビリンは藻を表すphycoと胆汁を表すbileの合成語である．フィコビリンはシアノバクテリアや灰色藻，紅藻，クリプト藻などの真核藻類に広く分布する開環テトラピロールで，タンパク質と結合してフィコビリタンパク質を形成し，主要な光合成色素として重要な役割を果たしている。フィコビリタンパク質は通常，フィコビリソームという超複合体を構成するが，フィコビリソームをもたないクリプト藻や海洋性シアノバクテリアProchlorococcus類においても光合成の集光色素としてはたらいている。

## 種類
これまでに知られている光合成の集光色素としては，4種のフィコビリン（フィコシアノビリン，フィコエリスロビリン，フィコビオロビリン，フィコウロビリン）がある．これらは互いによく似た開環テトラピロールで，すべてプロトヘムを開裂して生成するビリベルジンIXαを出発物質として合成される。それぞれの吸収スペクトルはテトラピロール分子内の共役二重結合の長さに依存する．A環の二重結合とD環の二重結合がともに還元されたものはフィコシアノビリンで，出発のビリベルジンよりも数十nmほど短波長の吸収ピークを示す。
フィコシアノビリン以外のフィコビリン色素はピロール環の間の二重結合が還元されることで，共役二重結合が短くなっており，より短波長の光を吸収することができる。これらの色素はクロロフィルaの2つのピークの間を補う吸光特性をもつため，光の波長特性が大きく変化する水環境に生息する藻類に広く分布する。

## 生合成
フィコビリン類の生合成は、ヘムオキシゲナーゼによるヘムの開環反応から始まり、まずビリベルジンIXαがつくられる。これを、フェレドキシン依存フィコシアノビリンオキシドレダクターゼ(PcyA)が還元するとフィコシアノビリンがつくられ、フェレドキシン依存フィコエリスロビリンオキシドレダクターゼ(PebA/B)が還元してフィコエリスロビリンがつくられる。一方、フィコビオロビリンはビリベルジンを出発物質とはせず、フィコシアノビリンからつくられる。この反応はフィコシアノビリンをアポタンパク質に共有結合する特殊なリアーゼ(PecE/F)が、リアーゼ反応とは別に、二重結合をC4=C5からC2=C3へ異性化する反応をも触媒する。同様の反応がフィコエリスロビリンを出発物質として、同様の異性化も起きることでフィコウロビリンを生じる。

## タンパク質との結合
フィコビリン色素はすべてアポタンパク質に共有結合しており，これをフィコビリタンパク質という。これらは大きく，フィコシアニン，アロフィコシアニン，フィコエリスリン，フィコエリスロシアニンに分けられるが，互いに相同で，グロビンスーパーファミリーに属する。また，フィコビリソームのコアメンブレンリンカーの色素結合ドメインも同様の構造をとっている。これらはA環のC3炭素に結合するビニル基もしくはエチリデン基にアポタンパク質のシステイン残基が付加する形で共有結合している。ビニル基に結合する場合は、C32の炭素に、エチリデン基に結合する場合はC31の炭素に共有結合する。また、フィコエリスロビリンやフィコウロビリンではさらにD環も共有結合しているものがある。

## その他のビリン色素
フィコビリン以外のビリン色素としては，フィトクロムに結合するフィトクロモビリンやビリベルジン、動物のビリルビンも知られている。